# Decembrie 2002
Acest articol este generat integral pe baza informațiilor din articolul 2002 și este actualizat periodic de un robot.
 Editările făcute în articol vor fi șterse la următoarea actualizare! Dacă doriți să faceți modificări, editați articolul-sursă.

ianuarie -
februarie -
martie -
aprilie -
mai -
iunie -
iulie -
august -
septembrie -
octombrie -
noiembrie -
decembrie
Decembrie 2002 a fost a douăsprezecea lună a anului și a început într-o zi de duminică.

## Evenimente
- 12 decembrie: Uniunea Europeană a invitat zece țări candidate la aderare – Polonia, Cehia, Ungaria, Slovenia, Slovacia, Estonia, Letonia, Lituania, Cipru și Malta – să i se alăture începând cu data de 1 mai 2004. Numărul membrilor UE crește astfel de la 15 la 25. Pentru România și Bulgaria a fost fixat ca termen al aderării anul 2007.
- 15 decembrie: Pentru prima dată, România a fost nominalizată în cadrul galei Premiilor MTV Europa (Barcelona) prin introducerea secțiunii "Cel mai bun artist român". Câștigătoare a fost trupa "Animal X".

## Nașteri
- 8 decembrie: Ianis Stoica, fotbalist român
- 21 decembrie: Clara Tauson, jucătoare de tenis daneză
- 27 decembrie: Octavian-George Popescu, fotbalist născut în 2002
- 31 decembrie: Ștefan Baiaram, fotbalist român

## Decese
- 6 decembrie: Dan Amedeo Lăzărescu, 84 ani, avocat, scriitor, politician român (n. 1918)
- 12 decembrie: Vasile Avram, 62 ani, scriitor român (n.1940)
- 12 decembrie: Brad Dexter, 85 ani, actor american (n.1917)
- 12 decembrie: Ion P. Filipescu, 75 ani, jurist român (n. 1927)
- 13 decembrie: Maria Elena Bjornson (n. Maria Elena Viviane Eva Bjørnson), 53 ani, scenografă de teatru, născută în Franța (n. 1949)
- 13 decembrie: Costin Kirițescu, 94 ani, economist român, membru al Academiei Române (n. 1908)
- 16 decembrie: Vladimir Stângaciu, 95 ani, pilot, pionier al hidroaviației românești, primul director al TAROM (din 1954), (n. 1907)
- 18 decembrie: Gheorghe Poțincu, 69 ani, inginer mecanic, profesor universitar român și figură publică însemnată a meleagurilor argeșene (n. 1933)
- 20 decembrie: Georg Scherg (n. Georg Kurmes), 85 ani, prozator, poet român de limba germană (n. 1917)
- 21 decembrie: José Hierro del Real, 80 ani, poet spaniol (n. 1922)
- 22 decembrie: Dumitru Bălașa, 91 ani, preot ortodox și un istoric român (n. 1911)
- 22 decembrie: Joe Strummer (n. John Graham Mellor), 50 ani, muzician britanic (The Clash), (n. 1952)
- 22 decembrie: Mihai Țurcaș, canoist român (n. 1942)
- 26 decembrie: Herb Ritts, 50 ani, fotograf american (n. 1952)
- 27 decembrie: George Roy Hill, 81 ani, regizor american (n. 1921)
- 30 decembrie: Mary Wesley (n. Mary Aline Mynors Farmar), 60 ani, scriitoare britanică (n. 1942)